# Saint-Geours-de-Maremne
Saint-Geours-de-Maremne (gaskonsko Sent Jors de Maremne) je naselje in občina v francoskem departmaju Landes regije Akvitanije. Naselje je leta 2009 imelo 2.122 prebivalcev.

## Geografija
Kraj leži v pokrajini Gaskonji 16 km jugozahodno od Daxa.

## Uprava
Občina Saint-Geours-de-Maremne skupaj s sosednjimi občinami Angresse, Azur, Magescq, Messanges, Moliets-et-Maa, Seignosse, Soorts-Hossegor, Soustons, Tosse in Vieux-Boucau-les-Bains sestavlja kanton Soustons s sedežem v Soustonsu. Kanton je sestavni del okrožja Dax.

## Zanimivosti
- cerkev sv. Jurija;

## Promet
Na ozemlju občine severno od kraja se nahaja priključek na državno avtocesto A63, ki povezuje v smeri sever jug južno predmestje Bordeauxa Pessac in mesto ob meji s Španijo Biriatou (kanton Hendaye).
- železniška postaja Gare de Saint-Geours-de-Maremne ob progi Bordeaux Saint-Jean - Irun;